# Popiersie Zbawiciela
Popiersie Zbawiciela, także Salvator Mundi (wł. Busto del Salvatore) – marmurowa rzeźba wykonana w 1679 roku przez Włocha Giovanniego Lorenza Berniniego. Znajduje się w bazylice św. Sebastiana za Murami w Rzymie.

## Historia
Artysta wykonał rzeźbę w 1679, mając 81 lat. Zostawił ją w testamencie swojej przyjaciółce i mecenasce, królowej Szwecji Krystynie Wazównie. Królowa przekazała popiersie papieżowi Innocentemu XI. Dzieło Berniniego pozostawało w rękach patrycjuszowskiej rodziny Odescalchich do końca XVIII wieku. Popiersie Jezusa Chrystusa w wieku dorosłym, uważano następnie za zaginione. Rzeźbę, stojącą w niszy w bazylice św. Sebastiana za Murami w Rzymie, zidentyfikował jako dzieło Berniniego włoski historyk sztuki Francesco Petrucci w 2001 roku.
Przed 1960 rokiem popiersie z bazyliki św. Sebastiana znajdowało się w zakrystii kaplicy w Pałacu Albanich (wł. Palazzo Albani). W inwentarzu pałacu odnotowano ok. 1851 roku istnienie popiersia Chrystusowego na podstawie z jaspisu. Ród Albanich wymarł w 1852 roku. Spadkobiercy mogli przeznaczyć rzeźbę dla rodzinnej kaplicy grobowej w bazylice św. Sebastiana.